# Makrokylindrus mystacinus
Makrokylindrus mystacinus är en kräftdjursart som först beskrevs av Sars 1886.  Makrokylindrus mystacinus ingår i släktet Makrokylindrus och familjen Diastylidae. Inga underarter finns listade i Catalogue of Life.